# Уайзман, Тина
Ти́на Леиу Уа́йзман (англ. Tina Leiu Wiseman; 26 сентября 1965, Гонолулу, Гавайи, США — 20 февраля 2005, Фрипорт, Багамы) — американская актриса с карьерой в лёгком порно.

## Биография
Тина Леиу Уайзман родилась 26 сентября 1965 года в Гонолулу (штат Гавайи, США). Её отец был моряком, а мать родилась и выросла в Американском Самоа. Дед Тины был верховным вождём, который основал деревню Футинга в Американском Самоа, а бабушка — целителем. Тина была дипломированным массажистом.
Тина записала три танцевальных трека, которые звучали в ночных клубах Майами и появлялись в качестве саундтреков к фильмам. Она также была диджеем в VIP-зале в «Billboard Live in South Beach».
39-летняя Тина Уайзман скончалась от отёка лёгких 20 февраля 2005 года во Фрипорте (Багамы).

## Фильмография
| Год       |   | Русское название     | Оригинальное название         | Роль          |
| --------- | - | -------------------- | ----------------------------- | ------------- |
| 2003      | ф |                      | All Screwed Up                | Дженни        |
| 2003      | ф | Эй, диджей           | Hey DJ                        | Кэт           |
| 2002—2003 | с |                      | Festival Pass with Chris Gore | саму себя     |
| 2000      | ф |                      | Dark Confessions              | Сеньора Верде |
| 1998      | ф |                      | Hell Mountain                 | Рона          |
| 1997      | ф | Академия кикбоксинга | Kickboxing Academy            | кикбоксерша   |
| 1997      | ф | Майами               | Miami                         |               |